# Grontmij

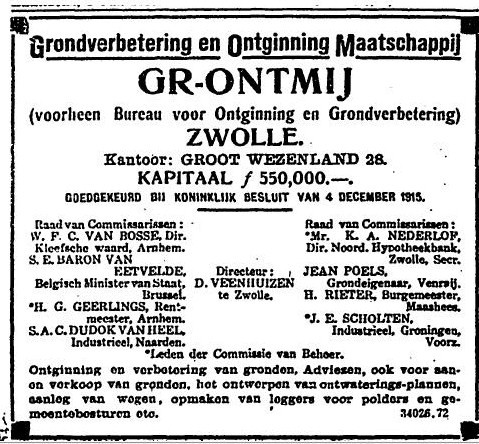
Werbung für Grontmij im Nieuwe Rotterdamsche Courant von 1916

Grontmij N.V. war eine Planungs- und Ingenieurgesellschaft mit Sitz in De Bilt in den Niederlanden. Sie ist seit Oktober 2015 Teil der schwedischen Sweco AB.

## Geschichte
Im Jahr 1913 gründete der Landwirt Doedo Veenhuizen ein Unternehmen, das sich auf Unterstützung der Landwirte gegen Überschwemmungen und zur Landgewinnung spezialisierte. Im Jahr 1915 wurde aus diesem Unternehmen die Grontmij N.V. gebildet. Seitdem wuchs das Unternehmen stetig.

## Grontmij in Deutschland
Die Grontmij GmbH war eine Planungs- und Ingenieurgesellschaft, die deutschlandweit an rund 30 Standorten tätig war und ca. 700 Mitarbeiter beschäftigte.
Im Jahr 2010 verschmolzen die früheren Gesellschaften Grontmij AEW Plan GmbH, Grontmij AEW Control GmbH, Grontmij A&T GmbH, Grontmij auweck GmbH, Grontmij BGS Ingenieurgesellschaft mbH, Grontmij Deutsche Projekt Union GmbH, Grontmij GfL GmbH sowie Grontmij IHP GmbH auf die Grontmij GmbH. Diese ehemaligen Tochtergesellschaften mit ihren Vorgängergesellschaften gingen zu 100 % in die Grontmij GmbH über.

### Geschäftsfelder und Projekte (Auswahl)
Die Grontmij GmbH bot ihren öffentlichen und privaten Kunden Dienstleistungen in den Geschäftsfeldern Planung & Gestaltung, Transport & Mobilität sowie Wasser & Energie an. Das Unternehmensportfolio umfasste eine breite Palette von Flächenmanagement, Hoch- und Straßenbau über Schienenverkehrsanlagen, Brückenkonstruktionen und Wasserstraßen bis zu Abfallwirtschaft & Geotechnik, Wasser- & Abwasserwirtschaft sowie Umwelt- & Genehmigungsmanagement und Projektmanagement (PKS NETPlan®).
Zu den ausgeführten Projekten zählen unter anderem die Ausschreibung, Entwurfs-, Genehmigungs- und Ausführungsplanung der Osthafenbrücke in Frankfurt am Main, die Beteiligung am Neubau des Bürogebäudes der deutschen Börse in Eschborn und der Grunderwerb für den Ausbau der 6-spurigen Bundesautobahn 1 zwischen Bremen und Hamburg. Zudem die Generalplanerleistungen bis einschließlich Genehmigungsplanung für eine moderne Kraft-Wärme-Kopplungs-Anlage am Flughafen München und die Planung des Geothermieheizkraftwerks Sauerlach. Hinzu kommen der Pflege- und Entwicklungsplan für das Naturschutzgroßprojekt „Natur- und Kulturlandschaft zwischen Siebengebirge und Sieg“, und die Beteiligung am Projekt „Grünes Band“ (ehemalige innerdeutsche Grenze) in Thüringen, bei dem die Planung der Wegeführung und Öffentlichkeitsarbeit für 400 km des Grenzwanderweges sowie diverse Flurneuordnungsverfahren durchgeführt wurden. Weitere Projekte sind die Rekultivierung von Tagebaurestlöchern in Sachsen und Sachsen-Anhalt, bei der Planfeststellungsverfahren, Projektmanagement, Projektsteuerung und ländliche Neuordnung übernommen wurden, sowie die Entwicklung einer optimalen Wegeführung, Wegemanagement und Erstellung eines Beschilderungskonzeptes für den Rheinsteig-Premiumwanderweg Bonn – Wiesbaden. Auch am Projekt Deponie Schlackenberg war Grontmij in diversen Planungsphasen, unter anderem mit Ausschreibung und Vergabe sowie der Bauoberleitung beteiligt.